# Jamelia
Jamelia Niela Davis, més coneguda com a Jamelia (Birmingham, Anglaterra, 11 de gener de 1981) és una cantant de R&B anglesa de família jamaicana, criada al districte d'Aston.
Aconseguí èxit fora d'Europa en el 2003, amb la seua cançó "Superstar". Fou contractada per la discogràfica anglesa Parlophone Records UK als 15 anys, després d'impressionar als executius de la discogràfica amb les seues cançons a cappella.